# Cantón de Lorquin
El cantón de Lorquin era una división administrativa francesa, que estaba situada en el departamento de Mosela y la región de Lorena.

## Composición
El cantón estaba formado por dieciocho comunas:
- Abreschviller
- Aspach
- Fraquelfing
- Hattigny
- Héming
- Hermelange
- Lafrimbolle
- Landange
- Laneuveville-lès-Lorquin
- Lorquin
- Métairies-Saint-Quirin
- Neufmoulins
- Niderhoff
- Nitting
- Saint-Quirin
- Turquestein-Blancrupt
- Vasperviller
- Voyer

## Supresión del cantón de Lorquin
En aplicación del Decreto n.º 2014-183 de 18 de febrero de 2014, el cantón de Lorquin fue suprimido el 22 de marzo de 2015 y sus 18 comunas pasaron a formar parte del nuevo cantón de Phalsbourg.